# Donnemain-Saint-Mamès
Donnemain-Saint-Mamès település Franciaországban, Eure-et-Loir megyében. Lakosainak száma 661 fő (2022. január 1.). Donnemain-Saint-Mamès Saint-Christophe, Jallans és Moléans községekkel határos.

## Népesség
A település népességének változása:
| Lakosok száma | 385  | 453  | 638  | 594  | 702  | 699  | 684  | 659  | 662  | 661  |
|               | 1968 | 1982 | 1990 | 2006 | 2013 | 2015 | 2017 | 2019 | 2020 | 2022 |